# Checea

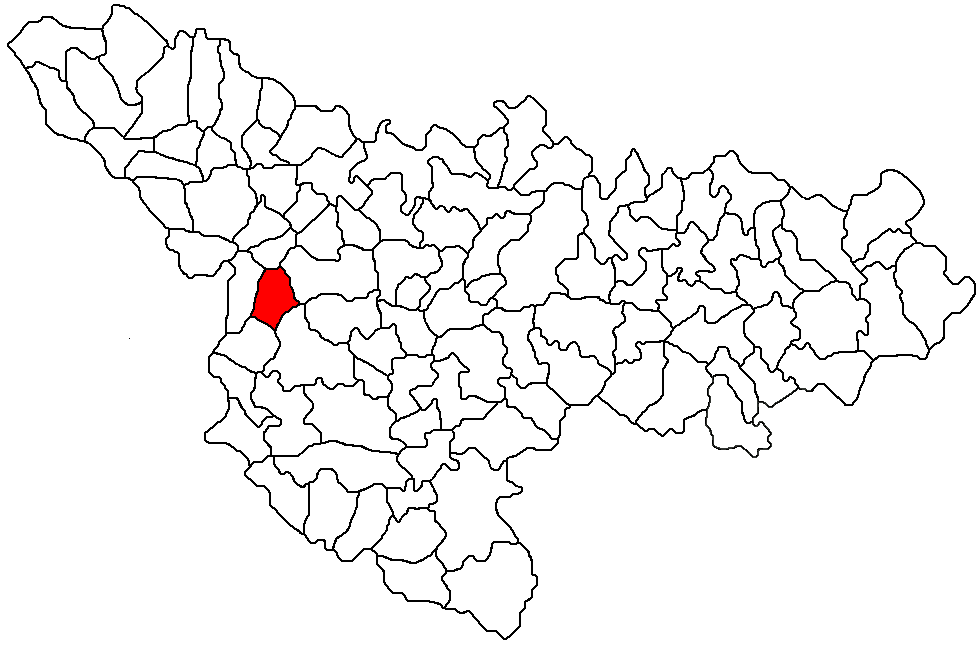
Localização de Checea no mapa

Checea é uma comuna romena localizada no distrito de Timiș, na região histórica do Banato (parte da Transilvânia). A comuna possui uma área de 50.3 km² e sua população era de 1935 habitantes segundo o censo de 2007.

## Património
- Campo de túmulos - século XII a.C. (idade do Bronze)